# Callipia occulta
Callipia occulta är en fjärilsart som beskrevs av W. Warren 1904. Callipia occulta ingår i släktet Callipia och familjen mätare. Inga underarter finns listade i Catalogue of Life.